# Ovens River
Der Ovens River ist ein Fluss im Norden des australischen Bundesstaates Victoria.
Hamilton Hume und William Hovell erforschten das Gebiet im Jahre 1824 und gaben auch dem Ovens River seinen Namen. Die dort lebenden Aborigines nannten den Fluss Burwang.
Der Fluss entspringt in den australischen Alpen und fließt durch Bright, Myrtleford und Wangaratta, wo er den King River aufnimmt. Bei Bundalong mündet der Ovens River in den Lake Mulwala und damit in den Murray River.

## Ovens-Tal
Der Fluss durchfließt das Ovens-Tal, ein beliebtes Feriengebiet, das den Zugang zu den Wintersportorten Mount Hotham, Mount Buffalo und Falls Creek im Alpine-Nationalpark und im Mount-Buffalo-Nationalpark ermöglicht. Auch Segel- und Gleitschirmfliegen werden hier praktiziert und in Wandiligong gibt es einen Irrgarten mit Hecken. Eine stillgelegte Eisenbahnstrecke wurde in einen Radweg umgebaut – Rail Trail genannt – und führt von Wangaratta über Beechworth nach Bright.
In der Gegend gibt es viele Weingüter und Hopfenfelder. In den Weinlokalen rasten die Radfahrer gerne.
Bis 2006 war die Tabakindustrie ein wichtiger Wirtschaftszweig im Tal. In diesem Jahr aber beschlossen British American Tobacco und Philip Morris, keinen australischen Tabak mehr zu kaufen, und die australische Bundesregierung legte ein Programm zur Konvertierung der Tabakpflanzungen hin zur Herstellung anderer landwirtschaftlicher Güter auf. Überall im Tal findet man aber noch Spuren der langen und erfolgreichen Geschichte des Tabakanbaus, z. B. viele Trockenschuppen.

## Einzelnachweise

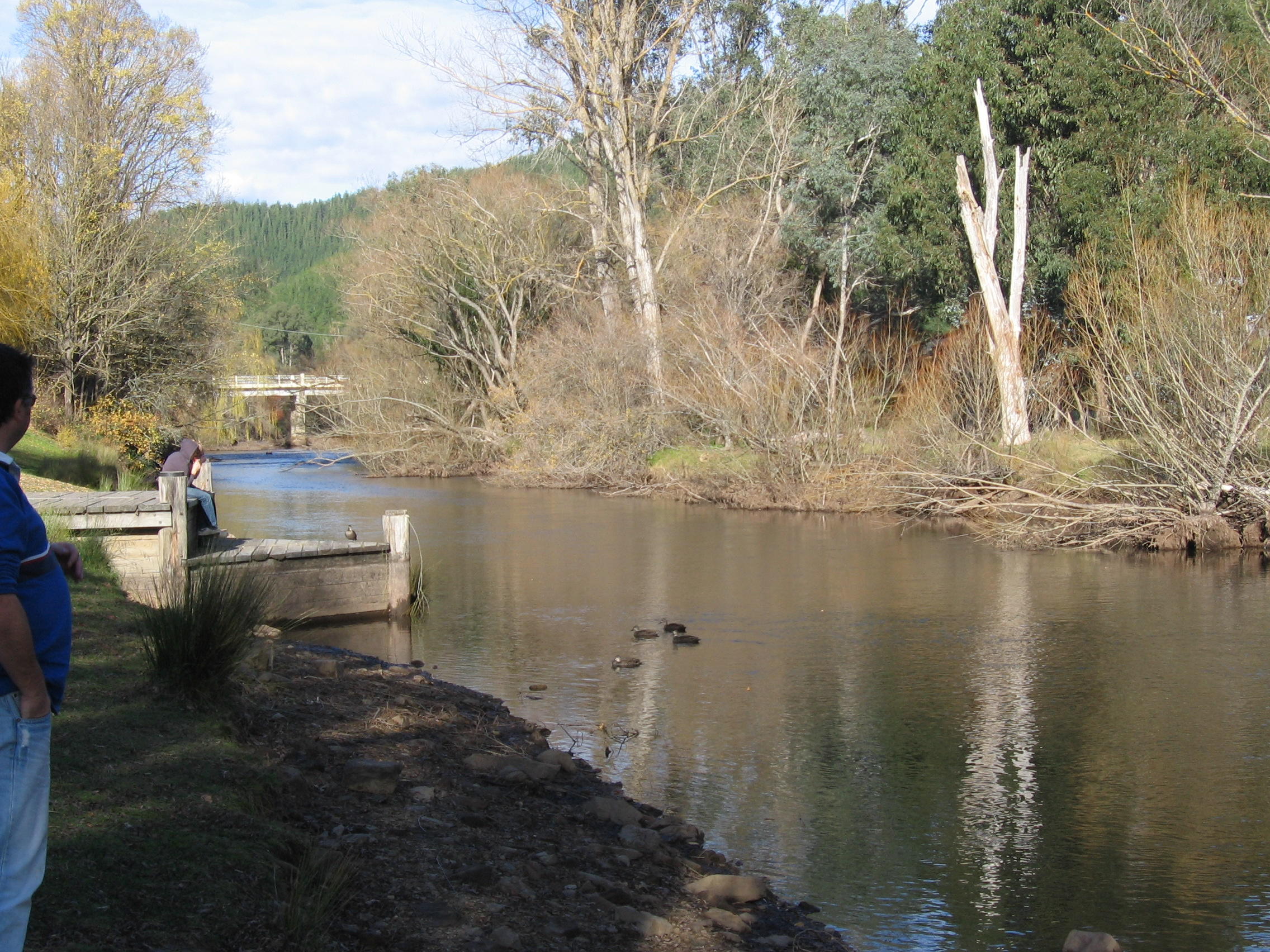
Ovens River in Porepunkah

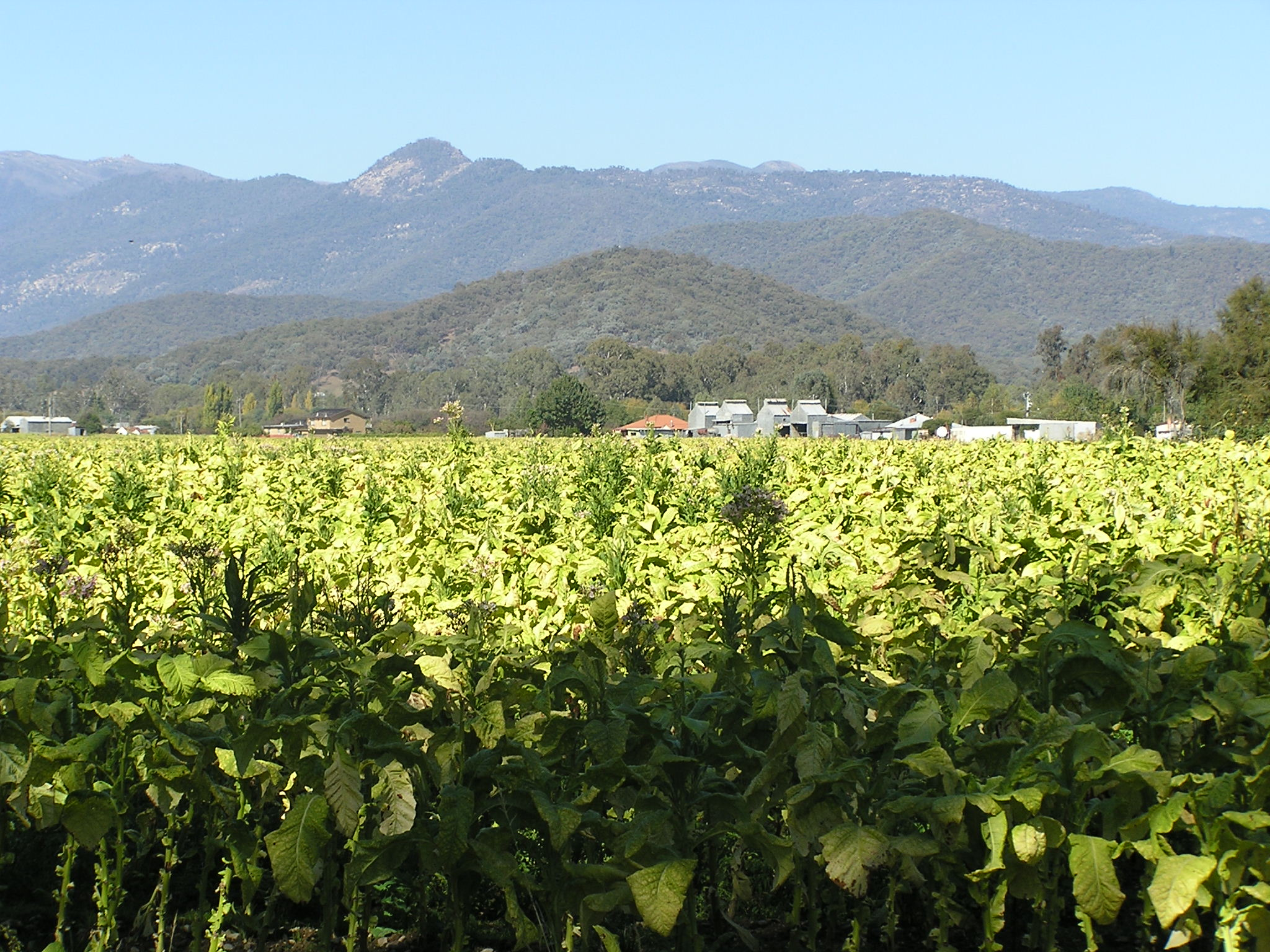
Tabakfleder bei Myrtleford im Ovens-Tal